# Shaba-Nationalreservat
Das Shaba-Nationalreservat (englisch: Shaba National Reserve) ist ein Naturschutzgebiet im Isiolo County in Kenia. Es ist 239 km² groß und liegt östlich der Straße von Isiolo nach Marsabit, 314 Kilometer von der Landeshauptstadt Nairobi entfernt. Seine Meereshöhe beträgt – abgesehen von einigen Bergen, die 1500 Meter erreichen – weniger als 1000 Meter. Das Shaba-Nationalreservat gehört zum gleichen ökologischen Gebiet wie das einige Kilometer westlich gelegene Samburu- und das Buffalo-Springs-Nationalreservat. Es wurde 1974 eingerichtet.
Es ist bei einem Jahresniederschlag von unter 400 Millimetern durch Trockenheit gekennzeichnet. Die hügelige Landschaft ist hauptsächlich von offenen Grasflächen und trockenem Buschland bedeckt. Nur der Uaso Nyiro, der auf seinem Weg vom Lorian-Sumpf zu den Chanler’s Falls durch das Shaba-Nationalreservat fließt und dessen Nordgrenze bildet, ist von einem schmalen Galeriewald mit Doumpalmen und Akazien gesäumt. Außerdem gibt es einige von Trockenbüschen bewachsene Berge. Das Shaba-Nationalreservat hat seinen Namen von dem 1525 Meter hohen Mount Shaba, einem vulkanischen Berg, der vor etwa 5000 Jahren erlosch. Er befindet sich an der Grenze des Reservates.
Bekannt ist das Shaba-Nationalreservat wegen seiner Netzgiraffen, Grevyzebras und Giraffengazellen. Daneben kommen Steppenzebras, zwei Dikdik- und einige Antilopenarten – darunter Oryxantilopen, Grant-Gazellen, Klippspringer und Wasserböcke, Klippschliefer, Geierperlhühner sowie Strauße vor. An großen Raubtieren leben hier Löwen, Leoparden und Geparden, aber keine Tüpfelhyänen. Die Elefantenbestände sind nicht mehr konstant. 1973 lebten in Shaba-, Samburu- und Buffalo-Springs-Nationalreservat zusammen 2500 Tiere, 1976/1977 waren es nur noch 531. Manchmal wandern aus dem Norden Elefantenherden ein. Sie sind merklich scheuer als ihre ortsansässigen Artgenossen, welche an den hier besonders ausgeprägten Massentourismus gewöhnt sind. Das Gebiet eignet sich aufgrund des ganzjährig Wasser führenden Uaso Nyero für Elefanten. Doch seit Ende der 1970er Jahre trocknet er gelegentlich aus, da stromaufwärts zu viel Wasser für landwirtschaftliche Zwecke entnommen wird. Die Elefanten graben dann im einige Wochen lang ausgetrockneten Flussbett des Uaso Nyero nach Wasser, aber wenn sich die jährliche Wassermenge des Flusses weiter verringert, wird das Gebiet nicht mehr tauglich für Elefanten sein.
Joy Adamson, durch die das Shaba-Nationalreservat berühmt wurde, wurde hier ermordet.